# سكوت هاستينغز
سكوت هاستينغز (بالإنجليزية: Scott Hastings)‏ هو لاعب اتحاد الرغبي بريطاني، ولد في 4 ديسمبر 1964 في إدنبرة في المملكة المتحدة.

## وصلات خارجية
- سكوت هاستينغز عل موقع إسبنسكروم (الإنجليزية)